# Enok Nygaard
Enok Nygaard, född 22 januari 1945, är en norsk diplomat.
Nygaard, som till utbildningen är civilekonom, har arbetat i utrikestjänsten sedan 1975. Han var ministerråd vid Norges delegation till EU i Bryssel 1990–1996, expeditionschef i Utenriksdepartementet 1996–2002 och senior rådgivare där 2007–2008. Han var Norges ambassadör i Singapore 2002–2007 och i Polen 2008–2013.